# لورانس بوستون
لورانس بوستون (بالإنجليزية: Lawrence Boston)‏ مواليد 18 مايو 1956 في كليفلاند، هو لاعب كرة سلة أمريكي معتزل. بدأ مسيرته الاحترافية في سنة 1978. تم اختياره من قبل فريق واشنطن ويزاردز خلال الدرافت. حمل الرقم 4. يبلغ طوله 6 قدم 8 بوصة (2.0 م). اعتزل اللعب في 1987.

## المسيرة الاحترافية
لعب مع واشنطن ويزاردز في سنة 1980، ثم لعب مع تريفيزو لكرة السلة في الدوري الإيطالي في موسم 1981–1982، ثم لعب مع أسفيل باسكت في الدوري الفرنسي في موسم 1982–1983.

## روابط خارجية
- لورانس بوستون على موقع إن بي أي (الإنجليزية)
- لورانس بوستون على موقع سبورتس رفرنس (الإنجليزية)
- لورانس بوستون على موقع الدوري الإسباني لكرة السلة (الإسبانية)
- لورانس بوستون على موقع كلية كرة السلة في سبورتس رفرنس.كوم (الإنجليزية)
- لورانس بوستون على موقع ريلجم (الإنجليزية)
- لورانس بوستون على موقع بروبوليرز (الإنجليزية)
- لورانس بوستون على موقع سبورتس رفرنس (الإنجليزية)